# Semt
Semt ist die türkische Bezeichnung für einen Stadtteil. Es handelt sich um eine rein geographische Bezeichnung, die von allen administrativen Begriffen und Einheiten grundsätzlich losgelöst ist. Die Angabe eines Semt dient der groben Einordnung, wo sich etwa der Wohnort oder die Geschäftsadresse einer Person befindet. Der Semt ist nicht zu verwechseln mit administrativen Einheiten innerhalb einer Stadt, wie dem Mahalle oder dem İlçe in Großstadtgemeinden (Büyükşehir Belediyesi). Letztere können zwar nach einem Semt benannt sein, sind aber von diesem grundverschieden. Ihre administrativ festgelegten Grenzen sind nicht maßgeblich für das Gebiet, das nach allgemeiner Anschauung zum Semt gehört. Letztlich kommt es auf den Verwender der Ortsangabe an, welches geographische Objekt er welchem Semt zuordnet. Die Zuordnungen sind fließend und können sich überschneiden. Größenmäßig steht der Semt regelmäßig zwischen dem İlçe als Stadtbezirk und dem Mahalle, er kann auch von administrativen Grenzen zerschnitten werden. Benannt sind die Semts oft nach markanten Punkten wie Plätzen oder auch Bauwerken und Flurnamen.
Semts und ihre Lage sind meistens allgemein bekannt, während die Zugehörigkeit zu einem Mahalle oft nur in der nächsten Nachbarschaft der Mahalleangehörigen bekannt ist.
Beispielsweise ist Eminönü ein Semt, der in mehrere Mahalle unterteilt ist. Administrativ gehört er zum İlçe Fatih. Dieses umfasst als administrative und politische Einheit die gesamte Altstadt von Istanbul, während im allgemeinen Sprachgebrauch mit „Fatih“ als Semt das Gebiet um die Fatih Camii bezeichnet wird.